# Neapol, śpiewające miasto
Neapol, śpiewające miasto (niem. Die singende Stadt) – niemiecki film z 1930 roku w reżyserii Carmine Gallonego, pierwszy w historii europejski dźwiękowy film muzyczny z Janem Kiepurą i Brigitte Helm w rolach głównych. Rok później ten sam reżyser zrealizował film w wersji anglojęzycznej pt. „City of Song”. Zdjęcia kręcono w Neapolu i na wyspie Capri.